# Dirk Braeckman

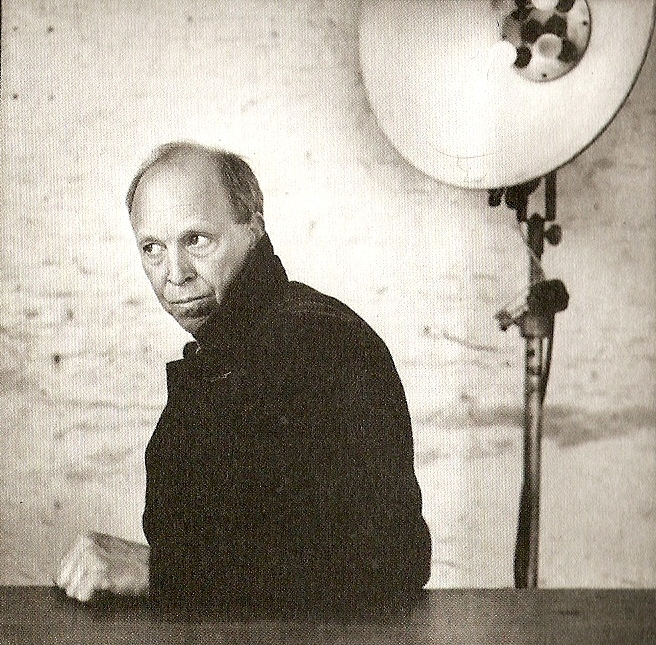
Dirk Braeckman (2012)

Dirk Raymond Angèle Braeckman (Eeklo, 15 juni 1958) is een Belgische fotograaf die woont en werkt in Gent.

## Levensloop
Braeckman studeerde van 1977 tot 1981 aan de Koninklijke Academie voor Schone Kunsten te Gent, afdeling foto en film. In 1982 was hij medeoprichter samen met Carl De Keyzer van de Galerie XYZ te Gent. Tussen 1994 en 1997 was hij docent fotografie aan het Nationaal Hoger Instituut voor Schone Kunsten te Antwerpen. In 1999 was hij lector aan de Jan van Eyck Academie te Maastricht. Tussen 1998 en 2002 was hij lector aan het Nationaal Hoger Instituut voor Schone Kunsten te Antwerpen. 
Braeckman had vele persoonlijke- en groepstentoonstellingen en er is werk van hem te vinden in openbare verzamelingen. Hij ontving meerdere onderscheidingen.

## Tentoonstelling
Permanente tentoonstelling
- Universitair Ziekenhuis Antwerpen: in de toegangshal met een permanente installatie
- Koninklijk Paleis van Brussel: permanente installatie, inbegrepen de portretten van het koningspaar, Koning Albert I en Koningin Paola; deze portretten, gemaakt in opdracht van het Koninklijk Paleis in Brussel, maken deel uit van de koninklijke collectie
- Via een specifiek technisch procedé werden monumentale fotowerken geïnstalleerd in het Concertgebouw te Brugge (architecten Robbrecht en Daem) en in het vernieuwde stadhuis van Menen (noA-architecten)

Solotentoonstellingen
- Museum Dhondt-Dhaenens in Deurle
- het SMAK in Gent
- Museum De Pont in Tilburg, sindsdien ook opgenomen in de collectie
- Gallery Robert Miller in New York
- Museum M te Leuven, 2011

Groepstentoonstellingen
Braeckman nam sinds het midden van de jaren 80 deel aan tal van groepstentoonstellingen in Europa en de Verenigde Staten
- 2003: Beaufort 2003, Triënnale voor Hedendaagse Kunst aan zee. Vzw Ku(n)st, Oostende (o.l.v. conservator Willy Van den Bussche); tijdens deze tentoonstelling geraakten de 29 publiek opgestelde kunstwerken door vandalisme zwaar beschadigd met een verlies van € 50 000.
- 2005: Slow Art, in Museum Kunstpalast in Düsseldorf (16/07/2005 - 06/11/2005)
- 2005: kunstparcours Delicious in Sint-Truiden
- Spel van de waanzin, in het Museum Dr. Guislain in Gent
- Jeugdzonde, in LLS387 Ruimte voor actuele kunst in Antwerpen
- Veronica’s, in het kader van het vernieuwde Internationaal Fotofestival in Knokke (29/03 - 07/06/2009)
- Fading, in het Museum van Elsene (25/6/2009 - 13/9/2009)
- The Portrait. Photography as a Stage, in de Kunsthalle Wien (03 juli - 18 oktober 2009)

Overig
- In het voorjaar van 2008 organiseerde hij een workshop met de leerlingen van het Gentse St.-Barbaracollege, die plaatsvond in de barokke kerk van de school. (Toelichting in het kunsttijdschrift H ART van februari 2008.)
- Naast zijn fotografische oeuvre realiseert Dirk Braeckman ook site-specific installaties, voor uiteenlopende projecten zoals Beaufort in Oostende, Over the edges en Sint-Jan in Gent of voor het kunst- en poëziefestival in Watou
- In 2009 werkte Dirk Braeckman samen met Els Dietvorst als curator aan het Gentse TIMEfestival

## Onderscheidingen
- 1985: Prijs van de provincie Oost-Vlaanderen, Gent en Preise für junge europäische Fotografen (selection), Frankfurt
- 2002: Culturele prijs van de Universiteit Leuven
- 2005: Cultuurprijs voor beeldende kunsten van de Vlaamse Gemeenschap
- 2021: Doctor honoris causa aan de Vrije Universiteit Brussel[1]

## Boeken
De beelden van Dirk Braeckman verschenen in heel wat tijdschriften, boeken en catalogi.
- Photo Art, uitgegeven door DuMont, Thames&Hudson en Aperture.
- z.Z(t)I (inmiddels niet meer verkrijgbaar) en z.Z(t)II; de afkorting in de titel staat voor het Duitse zur Zeit, wat ‘op dit moment’ betekent.
- Chiaroscuro, gepubliceerd naar aanleiding van de opdracht in het Belgisch Koninklijk Paleis.
- Voor 2010 en 2011 staat een omvattende monografie van zijn oeuvre op stapel, gekoppeld aan een internationale reizende tentoonstelling.